# Roeser
Roeser é uma comuna do Luxemburgo, pertence ao distrito de Luxemburgo e ao cantão de Esch-sur-Alzette.

## Demografia
Dados do censo de 15 de fevereiro de 2001:
- população total: 4.457
  - homens: 2.238
  - mulheres: 2.219

- densidade: 187,27 hab./km²
- distribuição por nacionalidade:

| Nacionalidade  | População | %      |
| -------------- | --------- | ------ |
| luxemburgueses | 3.126     | 70,14% |
| estrangeiros   | 1.331     | 29,86% |
| - portugueses  | 417       | 9,36%  |
| - franceses    | 229       | 5,14%  |
| - italianos    | 258       | 5,79%  |
| - belgas       | 126       | 2,83%  |
| - alemães      | 87        | 1,95%  |
| - iuguslavos   | 26        | 0,58%  |
| - outros       | 188       | 4,22%  |

- Crescimento populacional:

| Ano        | População |
| ---------- | --------- |
| 15/02/2001 | 4.457     |
| 01/01/2002 | 4.514     |
| 01/01/2003 | 4.575     |
| 01/01/2004 | 4.658     |
| 01/01/2005 | 4.714     |